# Zethes peplaria
Zethes peplaria là một loài bướm đêm trong họ Erebidae.